# Centralny Bank Sri Lanki
Centralny Bank Sri Lanki (syng. ශ්‍රී ලංකා මහ බැංකුව, tamil. இலங்கை மத்திய வங்கி) – lankijski bank centralny z siedzibą w Kolombo. Utworzony na podstawie ustawy Monetary Law Act No.58 of 1949 (MLA) w 1950. Jest odpowiedzialny za politykę pieniężną Sri Lanki oraz emisję waluty narodowej – rupii lankijskiej. Bank posiada również szerokie uprawnienia nadzoru nad systemem finansowym kraju. W 1996 miał miejsce atak przeprowadzony przez Tamilskie Tygrysy.

## Historia i działalność
Bank, pod ówczesną nazwą Centralny Bank Cejlonu powołano w miejsce tzw. Zarządu Walutowego w 1950, dwa lata po uzyskaniu przez kraj niepodległości od Wielkiej Brytanii. Założycielem i pierwszym prezesem banku był John Exter.
Bank jest członkiem Alliance for Financial Inclusion (AFI) oraz Azjatyckiej Unii Clearingowej.
Mając na celu zachęcanie i promowanie rozwoju zasobów produkcyjnych Sri Lanki, CBSL jest odpowiedzialny za zapewnienie stabilności cen i stabilności systemu finansowego. CBSL jest również odpowiedzialny za emisję i zarządzanie walutą. Ponadto jest doradcą ds. gospodarczych i bankierem rządu Sri Lanki. W imieniu rządu bank odpowiada za cztery funkcje:
- Zarządzanie Funduszem Świadczeń Pracowniczych.
- Zarządzanie długiem publicznym Sri Lanki.
- Administrowanie przepisami ustawy o kontroli dewizowej.
- Administrowanie programami kredytowymi finansowanymi z zagranicy i rządu na rzecz rozwoju regionalnego.

Bank angażuje się również w opracowywanie polityk promujących inkluzję finansową.
We wrześniu 2023 przyjęto nową ustawę regulującą działalność banku centralnego CBSL Act No. 16 of 2023 (CBA), która zastąpiła ustawę MLA z 1950. Na jej podstawie bank otrzymał pełną autonomię oraz zreformowano jego strukturę organizacyjną tworząc dwa organy Radę Zarządzającą oraz Radę Polityki Pieniężnej podległe Prezesowi Banku.

## Struktura organizacyjna
Bank składa się obecnie z 29 departamentów oraz 6 Biur Regionalnych, z których każdy jest kierowany przez dyrektora (lub jego odpowiednika), podlegającego prezesowi lub zastępcy prezesa za pośrednictwem asystentów prezesa, z wyjątkiem Departamentu Audytu Zarządzającego, który podlega bezpośrednio prezesowi.
Skład obecnej Rady Zarządzającej Centralnego Banku Sri Lanki:
- Nandalal Weerasinghe (Prezes) – przewodniczący
- Sanjeeva Jayawardena (doradca Prezydenta)
- Nihal Fonseka
- Ravi Ratnayake
- Anushka Wijesingha

### Prezesi banku
Prezes CBSL pełni funkcję dyrektora generalnego i jest z urzędu przewodniczącym Rady Monetarnej. Od momentu powstania w 1950 na czele CBSL stało siedemnaście osób. Obecnie stanowisko to zajmuje Nandalal Weerasinghe, który został powołany 8 kwietnia 2022 w związku z rezygnacją Ajitha Nivarda Cabraala. Kadencja prezesa banku trwa 6 lat.
| Lp. | Prezes                          | Objął urząd               | Złożył urząd              | Mianowany przez            |
| --- | ------------------------------- | ------------------------- | ------------------------- | -------------------------- |
| 1.  | John Exter                      | 28 sierpnia 1950(dts)     | 30 czerwca 1953(dts)      | Don Stephen Senanayake     |
| 2.  | Neville Ubeysingha Jayawardena  | 1 lipca 1953(dts)         | 13 października 1954(dts) | Dudley Shelton Senanayake  |
| 3.  | Arthur Ranasinghe               | 14 października 1954(dts) | 30 lipca 1959(dts)        | John Kotelawala            |
| 4.  | Don William Rajapatirana        | 1 lipca 1959(dts)         | 30 sierpnia 1967(dts)     | Solomon Bandaranaike       |
| 5.  | William Tennekoon               | 31 sierpnia 1967(dts)     | 31 maja 1971(dts)         | Dudley Shelton Senanayake  |
| 6.  | Herbert Tennekoon               | 1 lipca 1971(dts)         | 22 stycznia 1979(dts)     | Sirimavo Bandaranaike      |
| 7.  | Warnasena Rasaputra             | 15 lutego 1979(dts)       | 18 listopada 1988(dts)    | Junius Richard Jayewardene |
| 8.  | Neville Karunatilake            | 19 listopada 1988(dts)    | 30 czerwca 1992(dts)      | Junius Richard Jayewardene |
| 9.  | Heen Banda Dissanayaka          | 1 lipca 1992(dts)         | 14 listopada 1995(dts)    | Ranasinghe Premadasa       |
| 10. | Amarananda Somasiri Jayawardena | 15 listopada 1995(dts)    | 30 lipca 2004(dts)        | Chandrika Kumaratunga      |
| 11. | Sunil Mendis                    | 1 lipca 2004(dts)         | 30 czerwca 2006(dts)      | Chandrika Kumaratunga      |
| 12. | Ajith Nivard Cabraal            | 1 lipca 2006(dts)         | 9 stycznia 2015(dts)      | Mahinda Rajapaksa          |
| 13. | Arjuna Mahendran                | 26 stycznia 2015(dts)     | 30 czerwca 2016(dts)      | Maithripala Sirisena       |
| 14. | Indrajit Coomaraswamy           | 2 lipca 2016(dts)         | 20 grudnia 2019(dts)      | Maithripala Sirisena       |
| 15. | Weligamage Don Lakshman         | 24 grudnia 2019(dts)      | 14 września 2021(dts)     | Gotabaya Rajapaksa         |
| 16. | Ajith Nivard Cabraal            | 15 września 2021(dts)     | 4 kwietnia 2022(dts)      | Gotabaya Rajapaksa         |
| 17. | Nandalal Weerasinghe            | 8 kwietnia 2022(dts)      | sprawuje urząd            | Gotabaya Rajapaksa         |